# Blog
En blog, eller weblog, er en hjemmeside, som opdateres jævnligt med korte tekster (indlæg eller poster) med den nyeste øverst. Det er ikke muligt at indholdsbestemme en blog, der kan residere i både et privat, fælles tilgængeligt og kommercielt regi, og handle om alt fra madopskrifter til retorik eller være fokuspunkt for sociale engagementer.

## Blogstil
| Citat | A weblog is a kind of continual tour, with a human guide who you get to know. | Citat |
|       |                                                                               |       |

En blog er ofte knyttet til en person, men kan også deles af en større gruppe. Der er som regel mulighed for at læserne kan kommentere de enkelte indlæg og den der skriver på bloggen kaldes en blogger. Der findes vejledende og instruktive introduktioner på nettet med relation til blogs og blogging, som for eksempel Blogger.com. RSS og Atom-feed giver mulighed for at tilvejebringe en opdaterings-funktion, så læserne dermed kan følge med i de nye indlæg.
Det sidste er meget teknisk men en sådan mekanisme er almindeligvis alligevel enkel at oprette (Jessen 2005, s. 3).
Også en række søgemaskiner er rettet mod blogosfæren

, såsom Technorati (amerikansk) og Overskrift.dk.
Bloggen tog fart fra midten af 1999 med fremkomsten af Blogger, Blog.dk og virtual community-netsteder som LiveJournal. Bloggens indhold varierer fra det personligt dagbogsagtige til det politisk debatterende eller tematiske, men der opstår et samlet onlinerum omkring brugerne og debatten, blogosfæren engelsk: the blogosphere, der repræsenterer og formidler hvad der foregår blog og blog imellem.

### Nanopublicering/Nanopublikation
Nanopublicering og nanopublikation er et par bemærkelsesværdige ord-formationer. Det er kun nanopublicering der er relevant for denne artikel om blogs og blogging, men for fuldstændighedens skyld er nanopublikation også nævnt.
Nanopublicering
Nanopublicering begrebsliggør en både formel og praktisk afinstitutionalisering af den formelle afsenderinstans, som den er kendt fra medieindustrien. Ved at skribenten optræder som redaktør, korrekturlæser, (engelsk) layouter og i visse tilfælde publicist bliver vejen fra indfald og tanke til offentliggjort tekst tilsyneladende kortere.[kilde mangler]
Begrebet har været kendt i det danske blogger-miljø (google) siden 2003 (fagboginfo), og beskriver meget intuitivt blogger-aktiviteten, se eksempelvis (Ebbesen 2012).
Det klassiske eksempel kunne være Luthers reform-opslag - fra 1517 - men koncept-dannelsen er i sammenhængen målrettet populære digitale teknologier der har banet vejen for offentliggørelsen af den almene og hverdagslige tekst.
Nanopublikation
Dette afsnit er frit efter nano & About og nano & History.
Fra "Workshop on semantic web applications in scientific discourse" - en international konference i W3C-regi i 2009 - beskrev Mons & Velterop "nano-publication" som en fortættet gengivelse af kontekst specifikt rettet mod maskin-aflæsning (se også Groth, Gibson & Velterop 2010, Abstract).
Den komplicerede tematik indeholder nogle elementer der her er opstillet anskueligt på listeform:
1. En reference og denne references kontekst, konkret altså en videnskabelig artikel (kontekst) og den gængse referenceform til artiklen (reference). En ligefrem filosofisk definition af kontekst er ikke relevant.
2. Formidling af information via web-teknologi, typisk med HTML via HTTP-protokollen.
3. Muligheden for at benytte web-teknologier som datastrømme mellem programmer. En kompliceret tematik der summerer frasen Semantic Web. Den måske mest karakteristiske ide her er at internettets information så at sige dubleres, så der både er en almindelig læsbar webside og en maskin-læsbar version i et html-produkt.
4. Formidlingen af denne reference på en web-semantisk facon og tilvejebringelsen af referencens kontekst i den web-semantiske facon = nano-publication.

### Blog i rammer
Institutionelle og kommercielle brug af blogs er udbredt (Larsen 2009), og specielt det alment tilgængelige blog-program WordPress har fundet nytte som CMS-platform formidlet gennem konsulent-bureauer (wpDk).
På internettet har Wordpress angiveligt en dominerende markedsandel blandt CMS-produktgruppen (w3techs 2015).
Blogs i undervisningssammenhænge er et element i det vidt omfattende koncept e-læring (Ryberg 2010).
I den sammenhæng er der også et normativt træk ved blogging, i tråd med de statslige interesser i udviklingen af et digitalt miljø (stil.dk).
Virtualitet og tekst
Et praktisk aspekt er at den erfaringsudveksling, der foregår, når studerende indbyrdes diskuterer undervisningen og underviserne fx i pauserne, også sker i de virtuelle rum, hvilket er specielt relevant for online-baseret undervisning (Jessen 2005, s. 4). I et kort afsnit af "Blogs og online-undervisning" sammenstiller Jessen blogs og forums under den præmis at de genspejler en dialog (s.6-7). Her er det virtuelle rum vigtigt fordi det simulerer det ikke-virtuelle, det vil i konteksten her sige den dialog der ikke er båret frem gennem digitale medier. Men i praksis (Jessen 2005, s. 7-8) er muligheden for at danne en portfolio - her løseligt forstået som strukturerede noter - også vigtig.

### Politiske blogs
Det hører med til historien at blogs i almindelighed har et politisk potentiale - på en eller anden led.
Ytringsfrihed
Det er let at associere blogs med ytringsfrihed.
Fællesskabets platform
I det engelsk-sprogede miljø er engelsk: Community konceptet vanskelig at komme udenom, ikke specielt for blogs måske, men i det digitale miljø generelt.
Hertil kommer politikernes personlige blogs.

### Virksomhedsblog
Også virksomhederne har taget blogging til sig. Virksomhedsbloggen egner sig til at besvare potentielle kunders spørgsmål og profilere virksomheden på den ønskede måde. Samtidig kan blogging bruges til at skabe mere trafik på virksomhedens hjemmeside og styrke placeringerne i Googles søgeresultater. Virksomhedsbloggenes formål er at markedsføre virksomheden, mens der sjældent er betalte annoncer på disse blogs. Virksomhedsbloggen er i dag et naturligt element i mange virksomheders content marketing-strategi.

### Bogblogs, filmblogs m.v.
En del bloggere har fokus på at anmelde kulturprodukter som bøger og film. Bogbloggen indgår i dag som en del af markedsføringsstrategien for mange selvudgiver-forfattere, som sender deres bøger til bogbloggere i håb om, at de vil anmelde den på bloggen.

### Livsstilsblogging
En blog er for mange et velegnet forum til at dele tips om livsstil eller rejse diskussioner med andre, der står i samme livssituation. Nogle livsstilsbloggere annoncerer og tjener på den måde penge på at blogge.

## Events
Offline samlinger med relation til blogs.
- Blogforum. En konference om blogmediet som blev afholdt 28-29. november 2003 i København (Kristensen 2006).

Blogforum2 blev afholdt den 8. oktober 2006 med et beskedent fremmøde.
Som en generel eksponens for blogmediet blev engagementet fra Blogforum samlet i Blogfonden, indtil slutningen af 2007 (Oschlag 2007).
- Wordcamp. En internationalt udbredt aktivitet centreret omkring Wordpress-blogs (wordcamp).

## Blogteknik
Blogs er et fænomen ligesom de aktuelle sociale netværk facebook og twitter, hvor det digitalt-tekniske kun er et af flere elementer.
Blog-mekanismen er tilsammen med webforums, newsgroups og maillister samt mail baseret på internet-standarder. Der er dog ikke nogen RFC's som dokumenterer blogs og forums. Følgende generaliseringer er derfor kun vejledende.

### Web-applikation
Blog-mekanismen er ofte scriptet; med Perl, Python, Php, Ruby og lignende.
Blog-programmet er dernæst målrettet integration i en webserver.
Eventuelt - og eksempelvis for blog-programmet WordPress - er script-forløbet også tilrettelagt i forventning om læse- og skrive-rettigheder i en database. Med disse ingredienser overenstemmer blog-mekanismen med en de facto praksis for opsætningen af en webserver (Rauhöft 2014) der kan danne basis for Web-applikationer.

### Brugervenlig
Integrationen går for at være enkel og blog-opsætningen kan også fungere som et CMS, dvs. en systemsat måde at oprette en hjemmeside på.
Specielt er det enkelt at integrere udefra (Ledermann), som slutbruger: Som abonnent på et webhotel skal man ikke gøre meget andet end at uploade et passende blog-program - webserver og blog-program arbejder så at sige efter fælles standard.
At skrive en blog forudsætter heller ikke nødvendigvis opsætning af en kilde-distribution eller eventuelt et kommercielt produkt - der er også mange blog-portaler på nettet, dvs. hjemmesider hvor brugeren tilmelder sig og via et login dermed får adgang til en blog.

### Skriveredskab
En sådan generel beskrivelse giver et fingerpeg om at blogs er hjemmesider, men forklaringen mangler noget.
Ikke alle hjemmesider er kun blogs, så hvad er det der gør en blog til en blog?
Sat overfor det fundamentale skærmbillede er det klart at blogs hører til den del af det digitale miljø der fungerer i den såkaldt grafiske brugergrænseflade.
Blogs går også for at være tekst-orienterede.
Summeres de to karakteristika får man et indtryk af bloggens funktion som skrive-program, lignende OpenOffice eller MS Word.

### Den digitale arv
De væsentlige elementer i blogging-forløbet er indlæg, kommentarer og tags - et mere diskret element, moderator-funktionen, gør det muligt at holde styr på de indløbne kommentarer. Det minder lidt om en mailliste eller nyhedsgruppe og ligner beskrivelsen i RFC-1036, (Horton & Adams 1987). I følgende afsnit benyttes kursiv for at indikere termer fra RFC-1036:
Tags/Keywords og kommentarer/Follow-ups hører til et blogindlæg/a message der igen hører til en blog/mail-list newsgroup.
Bloggens moderator-funktion kan måske, måske ikke sammenlignes med nyhedsgruppens moderator men termen moderated fra RFC-1036 overenstemmer med forventningen om og forpligtelsen til at gennemse dels subscriptions og dels messages, hhv. anmodning om ret til at kommentere på indlæg og selve kommentarerne.
Dog, bloggen er på sin egen måde både moderated og tilgængelig for subscription, og det drejer sig om et betydningssammenfald - det er ikke et mail-program og teknisk set er der ingen relation mellem en nyhedsgruppe og en blog. Ligeså de nævnte Follow-ups, Keywords og message der hører til en feltbeskrivelse af et tekstformat som ikke forventes og almindeligvis ikke findes i blog-mekanismen.
Ligheden mellem blogs og nyhedsgrupper er interessant, og om blog-programmøren på informel vis har nytte af den program-tekniske fordel ved en standardiseret skematisering - såsom RFC-1036 - bliver et polemisk tema.
Men mere træffende er det at karakterisere bloggen som et grafisk flot skriveredskab med en underliggende automatik for tematisk arkivering, suppleret med muligheden for at være et delt skriveredskab.

### Danske fagbøger om blogging
Julia Lahme: Blogbogen, Rosinante 2013
Louise Lamberth: Blog dig til synlighed - og salg, Frydenlund 2016.

## Tabularisk oversigt
Internetfora og teknisk beskrivelse

## Eksterne links
- Andrew Sullivan (2002). "The Blogging Revolution". Wired (10.05). Hentet 27. juni 2015.
- WordPress comment truncation Script Insertion Vulnerability, secunia, 2015-05-07, hentet 30. juni 2015